# Rauwolfia-Alkaloide

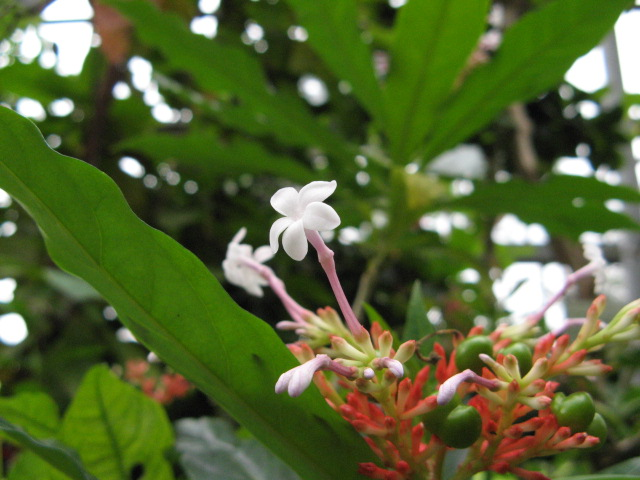
Indische Schlangenwurzel (Rauwolfia serpentina) blühend

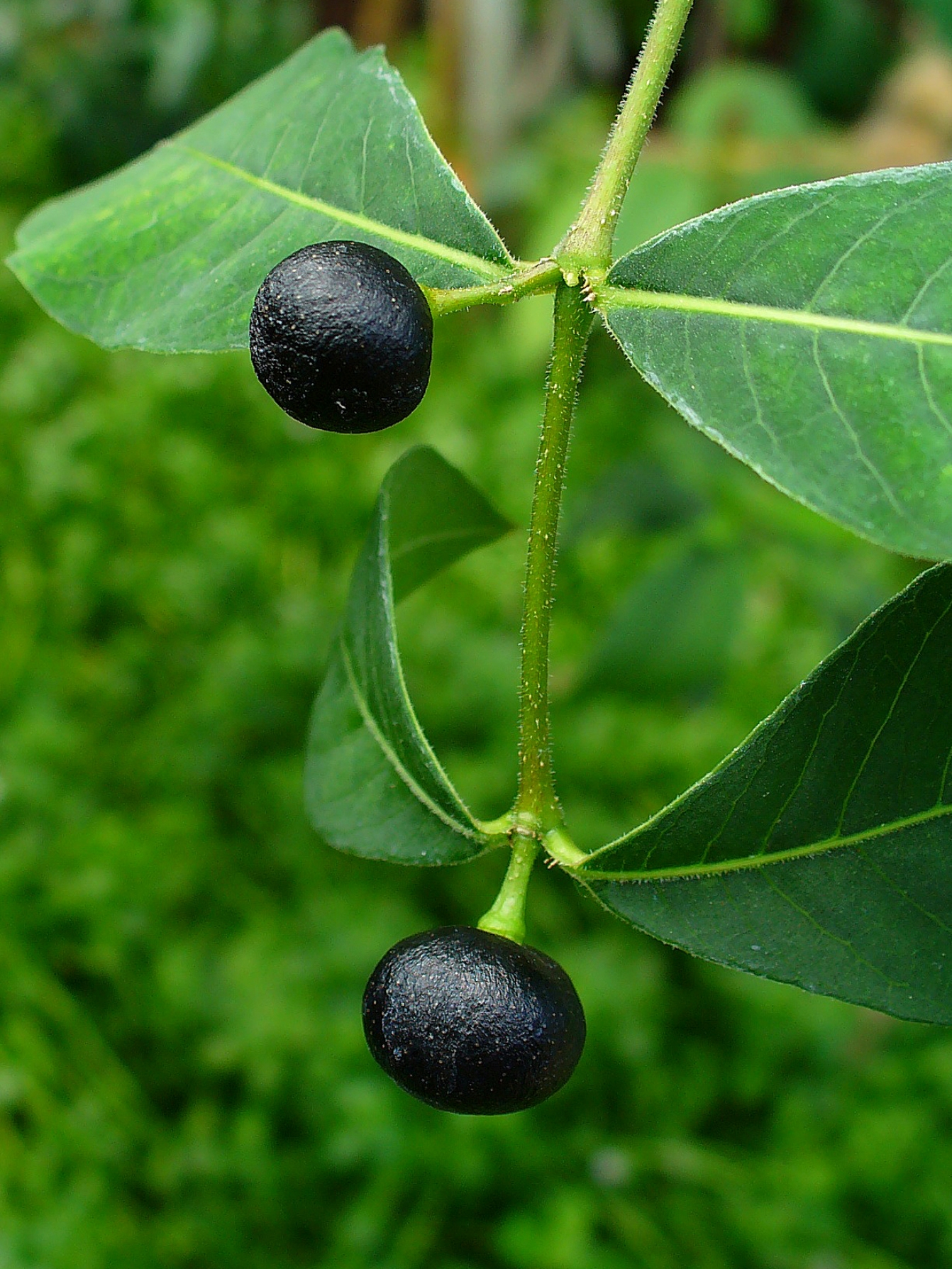
Indische Schlangenwurzel (Rauwolfia serpentina) mit Früchten

Rauwolfia-Alkaloide ist die Sammelbezeichnung für meist pentacyclische Alkaloide, die aus den getrockneten Wurzeln der Indischen Schlangenwurzel (Rauvolfia serpentina) gewonnen werden. Letztere ist nach dem deutschen Arzt und Botaniker Leonhard Rauwolf benannt, der 1573–1575 die Levante bereiste. Es sind mehr als 60 verschiedene dieser Alkaloide bekannt.

## Rauwolfia-Alkaloide als Arzneistoffe
Als Arzneistoff ist Reserpin der wichtigste Vertreter dieser Stoffklasse und zählt zugleich zu den Indolalkaloiden. Weitere Rauwolfia-Alkaloide mit therapeutischer Bedeutung sind:
- Ajmalicin (δ-Yohimbin, Raubasin),
- Ajmalin (Rauwolfin),
- Corynanthin,
- Deserpidin (Canescin),
- Rescinnamin,
- Reserpinin,
- Sarpagin (Raupin),
- Serpentin und
- Yohimbin.

Ajmalin
Deserpidin
Reserpin
Rescinnamin
Yohimbin

Die Rauwolfia-Alkaloide haben eine peripher gefäßerweiternde Wirkung, stimulieren die Serotonin-Sekretion und haben einen sedierenden Effekt.